# Coupe de Belgique féminine de handball 1993-1994
Navigation
Coupe de Belgique 1992-1993 Coupe de Belgique 1994-1995
La Coupe de Belgique féminine de handball 1993-1994 est la 14e édition de cette compétition organisée par l'Union royale belge de handball (URBH).

## Résultats

### Huitièmes de finale
| Club                | Résultat | Club                | Lieu                |
| ------------------- | -------- | ------------------- | ------------------- |
| Apolloon Courtrai   | ?        | Kapekla             | Courtrai            |
| Helchteren          | ?        | HV Arena Hechtel    | Helchteren          |
| Fémina Visé         | ?        | Kortessem           | Visé                |
| JS Herstal          | ?        | FOHC-UCL            | Herstal             |
| KV Sasja HC Hoboken | ?        | Initia HC Hasselt T | Anvers              |
| DHC Meeuwen         | ?        | HC Eynatten         | Meeuwen             |
| Handball Villers 59 | ?        | Ampli Liège         | Villers-le-Bouillet |
| ROC Flémalle        | ?        | HC Raeren 76        | Flémalle            |

### Quarts de finale
| Club              | Résultat       | Club                | Lieu      |
| ----------------- | -------------- | ------------------- | --------- |
| FOHC-UCL          | 7-29           | HV Arena Hechtel    | Ottignies |
| Fémina Visé       | 10-0 (Forfait) | ROC Flémalle        | -         |
| Apolloon Courtrai | 28-7           | Handball Villers 59 | Courtrai  |
| DHC Meeuwen       | 15-21          | Initia HC Hasselt T | Meeuwen   |

### Demi-finales
| Club              | Résultat | Club                | Lieu     |
| ----------------- | -------- | ------------------- | -------- |
| Fémina Visé       | 24-15    | HV Arena Hechtel    | Visé     |
| Apolloon Courtrai | 16-23    | Initia HC Hasselt T | Courtrai |

### Finale
,,.
| 31 mars 1994 19h00 | Fémina Visé | 17-15 | Initia HC Hasselt T | Malmedy |

## Vainqueur
| Coupe de Belgique féminine de handball 1993-1994 Fémina Visé 1er |